# فرانک کانل
فرانک کانل (انگلیسی: Frank Connell; ۱۹ اکتبر ۱۹۰۹ – ۲۵ ژوئیهٔ ۲۰۰۲) دوچرخه‌سوار اهل ایالات متحده آمریکا بود. وی در بازی‌های المپیک تابستانی ۱۹۳۲ شرکت کرده است.